# Alfred Mylne
Alfred Mylne (* 1872 in Glasgow; † 1951 ebenda) war ein schottischer Yachtkonstrukteur und Werftbesitzer. Er gründete 1896 sein eigenes Design-Büro, die A. Mylne & Co., das bis heute besteht und es somit zum ältesten noch existierenden Yachtdesign-Unternehmen der Welt macht.

## Werdegang
Alfred Mylne begann eine Lehre bei den schottischen Schiffsbauern der 1877 gegründeten Werft von Napier, Shanks and Bell und arbeitete später als Zeichner und Lehrling bei George Lennox Watson (1851–1904). Der Schotte Watson war der erste professionelle Yachtkonstrukteur Großbritanniens, der 300 große und erfolgreiche Regattayachten entworfen hatte und das Yachtdesign seiner Zeit wesentlich prägte. Herausragend war sein Entwurf der Rennyacht HMY Britannia für den Prince of Wales und späteren König des Vereinigten Königreichs von Großbritannien und Irland Eduard VII. Auch hier war Mylne als Zeichner beteiligt.
Alfred Mylne trennte sich 1896 von Watson, um im gleichen Jahr sein eigenes Konstruktionsbüro zu gründen. Mylne machte sich sofort einen Namen als Designer von Siegeryachten und war einer der Köpfe hinter den erfolgreichsten Yacht-Handicap-Regeln aller Zeiten – der International Meter Rule. Im Jahr 1906 war Mylne Teilnehmer der legendären Konferenz in London 1906, bei der sich die großen Segelländer auf die International Rule of Measurement for Rating als erstes internationales Handicap-System einigten, der sogenannten Meterformel oder auch First Rule.
Mylne entwarf in den folgenden Jahren eine Reihe von siegreichen Yachten in den verschiedenen Meterklassen bis hin zum bemerkenswerten und erfolgreichen 19-Meter-Kutter Octavia aus dem Jahr 1911. Vier 15-Meter-Klasse Yachten und die frühe 12mR-Yacht Cyra werden nach seinen Entwürfen gebaut, ebenso wie die 8mR-Yacht Raven. Entwürfe von Alfred Mylne wurden immer für ihre Eleganz bewundert, und dies war eine der Attraktionen, die die Eigner dazu veranlasste, Yachten jeder Größe bei seinem Konstruktionsbüro in Auftrag zu geben.
Der britische Segler, Yachtkonstrukteur und Bootsbauer Uffa Fox (1898–1972) war ein enger Freund von Alfred Mylne und er wurde regelmäßig in den Segel-Fachbüchern zitiert, die Fox vor dem Zweiten Weltkrieg schrieb. Als Sir William Burton seine 12-Meter-Klasse Yacht Marina von Mylne entwerfen ließ, wurde dies in Uffa Fox's Second Book (1935) besprochen.

„Der Mast der Marina, der 1935 für Sir William Burton von Alfred Mylne entworfenen 12mR-Yacht, musste vor Beginn der Rennsaison einige sehr schwere Belastungen aushalten, denn auf ihrer Überfahrt vom Clyde im Süden um das "Land" herum traf sie auf sehr schlechtes Wetter... Obwohl sie als Leichtwetter "12" konzipiert war, erwies sich Marina als fähiges und seetüchtiges Schiff und überstand diesen Sturm ohne Schaden für sich selbst oder ihre Crew.“

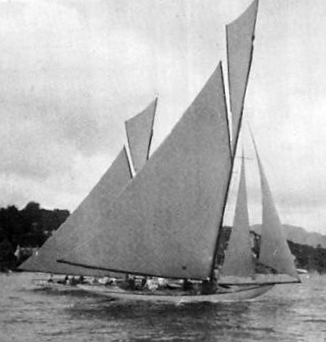
Hera und Mouchette während der olympischen Regatta 1908

Alfred Mylne nahm in sein Büro den schottischen Segler Thomas Glen-Coats (1878–1954) zur Ausbildung auf. Gemeinsam unterstützten sie im Jahr 1908 bei den Olympischen Spielen in London die Segler in der 12-Meter-Klasse. Es waren die einzigen olympischen Wettbewerben, die je in Schottland veranstaltet wurden. Bei der auf dem Firth of Clyde ausgetragenen Regatta traten lediglich die beiden Yachten Hera und Mouchette in zwei Wettfahrten gegeneinander an. Hera gewann die Goldmedaille mit Thomas Glen-Coats als Skipper und Eigner.
Alfred Mylne kaufte im Jahr 1911 mit seinem Bruder Charles Mylne die Werft „Bute Slip Dock“ bei Ardmaleish point auf der Insel Bute im Firth of Clyde in Schottland, die er dann 1912 selbst ganz übernahm. Er produzierte auch One-Design-Klassen und Rennjollen und einige kommerzielle Boote. Während des Ersten Weltkrieges fertigte die Werft auch Rümpfe und Komponenten für die Felixstowe-Flugboote und erledigte auch andere Marinearbeiten. Diese Aufträge führten das Unternehmen zu neuen Konstruktionsmethoden und Erfahrungen mit neuen Materialien, die später für den Einsatz in Mylnes Yachtdesigns der Nachkriegszeit übernommen wurden.
Der 41 Fuß (ca. 12,50 m) messende Bermuda-Kutter Medea (ex Vladimir) wurde 1903 von A. Mylne entworfen und 1904 von Alexander Robertson & Sons gebaut. Mylne kaufte die Yacht im Jahr 1930 und ließ sie umfangreich modifizieren. Der Kutter blieb über 30 Jahre im Besitz der Familie Mylne.

## Nachfolger
Alfred Mylne II trat 1946 die Nachfolge seines Onkels Alfred Mylne als Seniorpartner im Konstruktionsbüro an, als der in Pension ging. Der Yachtkonstrukteur und weltbekannter Yachting-Autor Ian Nicolson stieg 1956 als Partner in die Firma ein.
Im Jahr 2007 wurde A. Mylne & Co. als das älteste unabhängiges Yachtdesignunternehmen der Welt von Ace Marine Ltd., ein in Fife ansässiges Unternehmen für Marinekonstruktionen übernommen, einschließlich des Designarchivs, das über 400 Konstruktionen von Alfred Mylne umfasst und von einigen Enthusiasten als „Schatzkammer“ bezeichnet wird. Ace Marine will zukünftig auf dieser Basis maßgeschneiderte Designs für traditionelle Schiffe mit modernen Fähigkeiten anbieten.

## Yacht-Entwürfe (Auswahl)
| Name      | Baujahr | Länge in Fuß | Länge in Meter | Bauwerft                                 | Yacht-Typ      |
| --------- | ------- | ------------ | -------------- | ---------------------------------------- | -------------- |
| Kelpie    | 1903    | 63           | 19,20          | J.G. Fay & Co., Southampton              | Gaffel-Kutter  |
| Lady Trix | 1909    | 29           | 9,00           | Archibald Malcolm, Port Bannatyne        | Gaffel-Slup    |
| Aline     | 1909    | 43           | 19,03          | Archibald Malcolm, Port Bannatyne        | Bermuda-Slup   |
| Fiara     | 1911    | 47           | 14,33          | John Hilditch, Carrickfergus             | Gaffel-Yawl    |
| Trasnagh  | 1913    | 47           | 14,33          | John Hilditch, Carrickfergus             | Gaffel-Yawl    |
| Geometra  | 1925    | 43           | 13,11          | Bute Slip Dock Co., Isle of Bute         | Bermuda-Slup   |
| Mingary   | 1929    | 60           | 20,70          | Bute Slip Dock Co., Isle of Bute         | Ketsch         |
| Irina VII | 1935    | 54           | 16,50          | William Fife & Son, Fairlie (Schottland) | Kutter         |
| Thendara  | 1936    | 105          | 36,50          | Alexander Stephen & Sons, Glasgow        | Gaffel-Ketsch  |
| Morva     | 1938    | 55           | 16,84          | Percy Mitchell, Portmellon, Cornwall     | Bermuda-Kutter |
| Jenetta   | 1939    | 72           | 21,70          | Bute Slip Dock Co., Isle of Bute         | 12mR-Slup      |